# Circuito di Top Gear
Il circuito di Top Gear (in inglese Top Gear test track) è stato un circuito automobilistico usato dalla trasmissione Top Gear in onda sulla BBC. Si trova nell'ex aeroporto di Dunsfold Park nel Surrey, Regno Unito. Il circuito è stato progettato dalla Lotus Cars. È stato usato dai presentatori e dagli ospiti del programma per testare automobili o gareggiare con le stesse, principalmente in Power Laps e Star in a Reasonably-Priced Car.

## Tracciato
Il circuito è una vecchia base aeronautica canadese costruita durante la seconda guerra mondiale e successivamente usata dalla British Aerospace come impianto di costruzione e test. Il percorso principale del circuito, segnato da linee dipinte sull'asfalto e semplici strutture come pile di pneumatici, è stato progettato dai collaudatori della Lotus. Il tracciato è stato progettato per provare le autovetture in diverse condizioni di guida, da pesanti sottosterzo fino al testarne freni e pneumatici. Il circuito è lungo circa 2.82 km (1.75 miglia). È considerato un tracciato neutro poiché, secondo Richard Hammond, i tempi da 0-96.6 km/h o quelli più veloci non hanno significato assoluto. Il circuito inoltre comprende un rettilineo per le gare di velocità, che nonostante non sia usato per ottenere tempi di gara, viene utilizzato per alcune sfide e altri servizi presenti nel programma televisivo.
Il circuito è usualmente diviso in otto settori:
- settore Crooner: composto dal rettilineo iniziale;
- settore Willson: composto dalla prima curva Willson e dal piccolo rettilineo che raggiunge la curva successiva (Chicago);
- settore Chicago: composto dalla curva Chicago (una curva a gomito verso destra) ed il lungo rettilineo successivo alla suddetta curva;
- settore Hammerhead: composto dalla doppiacurva Hammerhead (una curva stretta prima verso sinistra e poi verso destra);
- settore Follow Through: composto dal rettilineo successivo alla curva Hammerhead, una lunga curva verso destra;
- settore Bentley: un altro rettilineo ed una lieve curva verso sinistra;
- settore Bacharach: un lungo rettilineo e una larga curva a sinistra;
- settore Gambon: composto da una curva a sinistra a 90° intitolata a Michael Gambon (il quale percorse questa curva guidando la macchina su due ruote) e venti metri di rettilineo prima del traguardo.[3][4]

## Utilizzo
Il circuito è stato usato principalmente per i segmenti Star in a Reasonably-Priced Car e Power Laps (traducibili rispettivamente come "star in un'auto a buon mercato" e "giro veloce") durante la trasmissione Top Gear. È stato usato in altri svariati modi durante tutto il programma, in particolare durante i test e le sfide. Inoltre il lungo rettilineo del tracciato viene sfruttato per le gare di velocità e accelerazione. Sei piloti di Formula 1 hanno guidato l'"auto a buon mercato" durante la trasmissione. Nel 2018 viene annunciata la demolizione della struttura per fare posto ad un complesso residenziale.

### Power Laps
Power Laps è un segmento del programma durante il quale The Stig completa un giro intorno alla pista con un'auto appena recensita per compararne le prestazioni rispetto alle altre automobili già recensite.
Per poter comparire nella tabella dei tempi, un veicolo deve essere legalmente un'automobile da strada. Ciononostante, alcuni veicoli che non compaiono nella lista vengono cronometrati lo stesso (come ad esempio la Renault R24 o il Sea Harrier).
Tutti i giri vengono cronometrati con automobili configurate dalle case madri in modo da massimizzare le prestazioni. I giri in pista non offrono un confronto veritiero tra le automobili, principalmente a causa delle diverse condizioni climatiche che possono alterarne anche significativamente i tempi.

#### Classifica
1. 1:08.5 - Pagani Zonda Revolucion[7]
2. 1:12.8 - Ultima GTR 720
3. 1:13.8 - Pagani Huayra
4. 1:14.3 - BAC Mono
5. 1:15.1 - Ariel Atom 500 V8
6. 1:15.8 - Lamborghini Huracán
7. 1:16.2 - McLaren MP4-12C
8. 1:16.5 - Lamborghini Aventador
9. 1:16.8 - Bugatti Veyron Super Sport
10. 1:17.1 - Gumpert Apollo S
11. 1:17.3 - Ascari A10
12. 1:17.5 - Mercedes-Benz AMG GT
13. 1:17.6 - Koenigsegg CCX (con spoiler di Top Gear)
14. 1:17.7 - Noble M600
15. 1:17.8 - Nissan GT-R (2012)
16. 1:17.8 - Pagani Zonda F Roadster
17. 1:17.9 - Caterham Seven Superlight R500
18. 1:18.3 - Bugatti Veyron 16.4
19. 1:18.4 - Pagani Zonda F
20. 1:18.9 - Maserati MC12
21. 1:19.0 - Lamborghini Murciélago LP670-4 SuperVeloce
22. 1:19.0 - Ferrari Enzo

#### Tempi di vetture non classificate
Un veicolo "non classificato" è quello che non risponde agli standard richiesti dai presentatori per rimanere in classifica: in breve, un qualsiasi veicolo non stradale. Ciò significa la possibilità di acquistarlo e che rispetti le caratteristiche per essere definito legale (luci, indicatori, profilo degli pneumatici, ecc.), oltre che poter viaggiare senza problemi per le strade (ad esempio riuscire a superare un dosso stradale).
1. 0:31.2 - BAE Sea Harrier[8] (pilotato da Nick Arkle,[9] gareggiato contro una Saab 9-5 Aero, decollato e volato intorno alla pista, concluso la gara in aria)
2. 0:55.9 - McMurtry Spéirling[10]
3. 0:59.0 - Renault R24[11] (bagnato)
4. 1:03.8 - Lotus Exos T125
5. 1:08.5 - Pagani Zonda R[12]
6. 1:08.6 - Aston Martin DBR9[13]
7. 1:10.6 - Caparo T1[14]
8. 1:10.7 - Ferrari FXX[15] (guidata da Michael Schumacher con pneumatici slick)
9. 1:14.0 - Lamborghini Sesto Elemento[16]
10. 1:19.1 - Radical SR3[17]
11. 1:22.6 - Westfield XTR2[18]
12. DNF - CAP 232 (Aereo Acrobatico)[17] (pilotato da Tom Cassells, gareggiato contro una Radical SR3 e mostrato a tagliare il traguardo per primo. Il tempo non è mai stato mostrato)

La Caparo T1, la Radical SR3 e la Westfield XTR2 possono circolare nel Regno Unito, ma non riescono a superare i dossi stradali. La Caparo T1 è stata successivamente modificata in modo da ovviare a questa mancanza.

#### Tempi di vetture esterne alla BBC
Occasionalmente capita che qualcuno testi la propria autovettura sul circuito senza il supporto della BBC. I seguenti tempi sono stati registrati, filmati e promossi indipendentemente dalla trasmissione Top Gear.
1. 1:05.3 - Nissan Zeod RC (guidata da Wolfgang Reip in modalità ibrida[19])
2. 1:09.9 - Ultima GTR 720 (guidata da un pilota anonimo sugli pneumatici slick[20])
3. 1:12.8 - Ultima GTR 720 (guidata da un pilota anonimo sugli pneumatici da strada, sponsorizzato da Ultima Sports[1])
4. 1:05.3 - Nissan Zeod RC (guidata da Wolfgang Reip in modalità solamente elettrica)
5. 1:14.2 - Ferrari LaFerrari (guidata da Jason Plato il 12 giugno 2015)
6. 1:17.4 - Caterham 7 CSR 260 (guidata da Rob Jenkinson, sponsorizzato da Dunlop Tyres-Injection)

Ultima Sports ha dichiarato che il motivo per cui sono stati spinti a gareggiare al di fuori del programma è stato l'essere continuamente ignorati da parte dei produttori di Top Gear.

### Star in a Reasonably-Priced Car
Star in a Reasonably-Priced Car (traducibile come "star in un'auto a buon mercato") è una rubrica ricorrente di Top Gear. Nella maggior parte delle puntate, una celebrità, solitamente britannica, viene intervistata da Jeremy Clarkson. Lo scambio di opinioni è per lo più ironico, ed è incentrato su argomenti legati al mondo delle automobili, come le auto possedute dal personaggio famoso. Quindi Clarkson, l'ospite e il pubblico nello studio guardano il giro più veloce della star sul tracciato di Top Gear.

#### Suzuki Liana (2002–2005)
Per le prime sette stagioni del formato attuale, l'auto guidata era una Suzuki Liana del valore di 9995 £. Il modello utilizzato è di produzione, ad eccezione dell'aggiunta di una gabbia roll-bar e di sedili racing come misura di sicurezza. Ogni ospite fa prima pratica con The Stig e poi può fare un certo numero di tentativi per girare in pista nel più breve tempo possibile. Tuttavia, la star non viene a conoscenza del proprio tempo fino a che non si tiene l'intervista. I giri di pratica, i fuori pista e le facce dei guidatori vengono mostrate al pubblico per puro divertimento, grazie anche ad una telecamera posta all'interno della vettura.
I due giri più lenti sulla lista delle celebrità con la Liana sono quelli di Terry Wogan e Richard Whiteley. Entrambi sono stati battuti da Billy Baxter, un veterano della guerra in Bosnia non vedente. Egli è riuscito a compiere, con la Liana, un giro intero del tracciato, con Jeremy Clarkson in qualità di navigatore seduto nel sedile passeggero. L'impresa richiese 2 minuti e 2 secondi, 1,4 secondi in meno di Terry Wogan e 4 secondi in meno di Richard Whiteley.
Quando era in servizio, la Liana ha percorso 1600 giri in pista, e gli pneumatici ed i freni sono stati sostituiti 400 volte.

##### Classifica Liana
1. 1:46.7 - Ellen MacArthur
2. 1:46.9 - Jimmy Carr
3. 1:47.1 - Simon Cowell
4. 1:47.3 - Ronnie O'Sullivan
5. 1:47.8 - Ian Wright
6. 1:47.9 - Chris Evans
7. 1:47.9 - Rory Bremner
8. 1:48.0 - Justin Hawkins
9. 1:48.0 - Jodie Kidd
10. 1:48.0 - Paul McKenna
11. 1:48.0 - Trevor Eve
12. 1:48.0 - Patrick Kielty
13. 1:48.3 - Jason Kay
14. 1:48.6 - Rob Brydon
15. 1:48.8 - Stephen Ladyman
16. 1:49.0 - Neil Morrissey
17. 1:49.7 - Roger Daltrey (leggermente umido)
18. 1:50.0 - Jeremy Clarkson (con passeggeri)
19. 1:50.0 - Patrick Stewart
20. 1:50.0 - Martin Clunes
21. 1:50.0 - Jamie Oliver
22. 1:50.0 - Gordon Ramsay
23. 1:50.0 - Lionel Richie
24. 1:50.0 - Cliff Richard
25. 1:50.7 - David Walliams
26. 1:51.0 - Ranulph Fiennes
27. 1:51.1 - Timothy Spall
28. 1:51.2 - Carol Vorderman (leggermente umido)
29. 1:51.3 - James Nesbitt
30. 1:51.4 - Christian Slater
31. 1:51.5 - Omid Djalili
32. 1:51.5 - Sanjeev Bhaskar (bagnato)
33. 1:51.5 - Joanna Lumley
34. 1:52.0 - David Dimbleby
35. 1:52.0 - Eddie Izzard
36. 1:52.0 - Katie Price
37. 1:52.0 - Rick Parfitt
38. 1:52.4 - Christopher Eccleston (cambio automatico)
39. 1:52.7 - Tim Rice
40. 1:53.0 - Steve Coogan (molto bagnato)
41. 1:53.0 - Vinnie Jones
42. 1:53.2 - Johnny Vaughan (con Denise van Outen, originariamente 1:53.4)
43. 1:53.3 - Fay Ripley (umido)
44. 1:53.4 - Bill Bailey (bagnato)
45. 1:53.5 - Jack Dee
46. 1:54.0 - Alan Davies (leggermente umido)
47. 1:54.0 - Stephen Fry (leggermente umido)
48. 1:54.0 - Rich Hall
49. 1:54.0 - Martin Kemp (bagnato)
50. 1:54.0 - Ross Kemp (bagnato)
51. 1:54.0 - Tara Palmer-Tomkinson (bagnato)
52. 1:54.0 - David Soul
53. 1:54.1 - Trinny Woodall (molto bagnato, con Susannah Constantine)
54. 1:55.0 - Michael Gambon (bagnato)
55. 1:55.4 - Geri Halliwell
56. 1:55.7 - Susannah Constantine (molto bagnato, con Trinny Woodall)
57. 1:56.0 - Boris Johnson
58. 1:57.0 - Anne Robinson
59. 1:57.0 - Jonathan Ross (molto bagnato e penalizzato per aver tagliato una curva)
60. 1:57.1 - Davina McCall (molto bagnato)
61. 1:58.6 - Johnny Vegas (con foglio rosa)
62. 2:01.0 - Harry Enfield
63. 2:02.0 - Billy Baxter (cieco con Clarkson come navigatore)
64. 2:04.0 - Terry Wogan
65. 2:06.0 - Richard Whiteley

#### Chevrolet Lacetti (2006–2010)
A partire dall'ottava stagione, la Liana fu sostituita da una Chevrolet Lacetti, con una nuova tabella dei tempi sul giro. Il regolamento venne modificato in modo che ogni star avesse a disposizione cinque giri di pratica, quindi un giro finale cronometrato, senza sconti di alcun tipo per eventuali rallentamenti.
Il 28 marzo 2010, Richard Hammond presenziò alla demolizione di due ciminiere di 170 metri a Northfleet. Nel primo episodio della quindicesima stagione, è stato mostrato che fine avesse fatto la Lacetti, posizionata esattamente sotto le ciminiere prima della loro demolizione.

##### Classifica Lacetti
1. 1:45.81 - Jay Kay
2. 1:45.87 - Kevin McCloud
3. 1:45.9 - Brian Johnson
4. 1:45.9 - Simon Cowell
5. 1:46.1 - Jennifer Saunders
6. 1:46.3 - Michael Sheen
7. 1:46.3 - Gordon Ramsay
8. 1:46.5 - Usain Bolt
9. 1:46.9 - Peter Jones
10. 1:47.0 - Trevor Eve
11. 1:47.1 - Peter Firth
12. 1:47.4 - Lawrence Dallaglio
13. 1:47.4 - Les Ferdinand
14. 1:47.5 - Eric Bana (bagnato)
15. 1:47.6 - James Hewitt
16. 1:47.7 - Jamie Oliver (neve sciolta e bagnato)
17. 1:47.7 - Hugh Grant
18. 1:48.0 - Ewan McGregor
19. 1:48.1 - Christopher James Evans (bagnato)
20. 1:48.1 - Rupert Penry-Jones
21. 1:48.3 - James Blunt (bagnato)
22. 1:48.3 - Billie Piper (curva tagliata, nessuna penalità inflitta)
23. 1:48.4 - Justin Hawkins
24. 1:48.5 - Simon Pegg
25. 1:48.5 - Theo Paphitis
26. 1:48.7 - Michael McIntyre
27. 1:48.7 - Mark Wahlberg
28. 1:48.8 - David Tennant
29. 1:48.8 - Jay Leno
30. 1:48.9 - Will Young (umido)
31. 1:49.4 - Michael Parkinson
32. 1:49.6 - Ronnie Wood
33. 1:49.7 - Harry Enfield
34. 1:49.8 - Sienna Miller
35. 1:49.9 - Jools Holland
36. 1:50.3 - Michael Gambon
37. 1:50.3 - Alan Davies
38. 1:50.9 - Steve Coogan (caldo)
39. 1:51.0 - Stephen Fry (caldo)
40. 1:51.2 - Alan Carr
41. 1:51.4 - Ray Winstone (caldo)
42. 1:51.7 - Keith Allen (molto bagnato)
43. 1:51.7 - Rob Brydon (bagnato)
44. 1:51.8 - Justin Lee Collins
45. 1.51.8 - Seasick Steve (umido)
46. 1:52.2 - Tom Jones
47. 1:52.5 - Guy Ritchie (bagnato)
48. 1:52.8 - Helen Mirren
49. 1:53.4 - James Corden (molto bagnato)
50. 1:54.0 - Kristin Scott Thomas
51. 1:54.3 - Philip Glenister (bagnato)
52. 1:54.7 - Kate Silverton (molto bagnato)
53. 1:55.3 - Rick Wakeman
54. 1:57.4 - Boris Johnson (molto bagnato)
55. 1:57.4 - Fiona Bruce (molto bagnato)
56. 2:01:0 - Brian Cox
57. 2:08.9 - Jimmy Carr (uscito di strada)

#### Kia Cee'd (2010)
Nell'ultimo episodio della quattordicesima stagione, Clarkson rivelò che era in progetto di rimpiazzare la Lacetti con un'altra Reasonably-Priced Car dalla stagione successiva. Nel primo episodio della quindicesima stagione fu mostrata la nuova automobile, una Kia Cee'd presentata con un nuovo open day per accogliere la nuova macchina. Clarkson ha sempre chiamato la vettura "Cee-apostrofo-d".

##### Classifica Cee'd
1. 1:42.1 – Matt LeBlanc
2. 1:42.2 – Rowan Atkinson
3. 1:42.8 – Michael Fassbender (ghiaccio nella penultima curva)
4. 1:42.8 – John Bishop
5. 1:43.5 – Ross Noble
6. 1:43.6 – James McAvoy
7. 1:43.7 – Ryan Reynolds
8. 1:43.7 – Matt Smith
9. 1:44.2 – Tom Cruise
10. 1:44.4 – Amy Macdonald
11. 1:44.5 – Nick Frost
12. 1:44.9 – Simon Pegg
13. 1:45.2 – Cameron Diaz
14. 1:45.2 – Alex James
15. 1:45.4 – Mick Fleetwood
16. 1:45.5 – Rupert Grint
17. 1:45.9 – Peter Jones
18. 1:45.9 – Boris Becker (bagnato)
19. 1:46.1 – Andy García
20. 1.46.8 – Bill Turnbull
21. 1:47.0 – Alastair Campbell
22. 1:47.7 – Louis Walsh
23. 1:47.8 – Sophie Raworth
24. 1:47.8 – Danny Boyle (bagnato)
25. 1:48.1 – Al Murray
26. 1:48.1 – Bob Geldof
27. 1:49.0 – Jeff Goldblum[24]
28. 1:49.0 – Jonathan Ross (bagnato)
29. 1:49.4 – will.i.am (bagnato + cambio automatico)
30. 1:49.8 – Slash (bagnato)
31. 1:49.9 – Nick Robinson
32. 1:49.9 – Peta Todd[25] (umido)
33. 1:50.3 – Amber Heard (cambio automatico)
34. 1:50.5 – Fiona Bruce
35. 1:50.8 – Bill Bailey[26] (bagnato)
36. 1:50.9 – Amy Williams (bagnato)
37. 1:53.3 – Johnny Vaughan (bagnato)
38. 1:53.769 – Louie Spence (bagnato)
39. 1:56.3 – Alice Cooper (bagnato + cambio automatico)
40. 1.56.7 – John Prescott (bagnato + cambio automatico)
41. 2:09.1 – Damian Lewis (neve)

#### Vauxhall/Opel Astra (2013)
Nel Primo episodio della 20ª stagione, Hammond e Clarkson presentano un'auto a buon mercato: si tratta di una Vauxhall Astra 1.6 115cv di colore rosso. Per far sì di avere più di un tempo nella classifica dei giri più veloci, nello stesso episodio sono stati chiamati più ospiti che si sono cimentati nel giro di pista con la nuova vettura.

##### Classifica Astra
1. 1:44.6 – Olly Murs
2. 1:44.7 – Nicholas Hoult
3. 1:44.7 – Aaron Paul
4. 1:45.1 – Brian Johnson
5. 1:45.6 – Jimmy Carr[27]
6. 1:46.1 – Hugh Jackman
7. 1:46.7 – David Haye
8. 1:46.8 – Warwick Davis
9. 1:47.1 – Margot Robbie
10. 1:47.2 – Will Smith
11. 1.47.8 – Benedict Cumberbatch
12. 1:48.5 – Gillian Anderson (leggermente umido)
13. 1:48.5 – Rachel Riley
14. 1:48.8 – Charles Dance
15. 1:48.9 – Joss Stone
16. 1:49.2 – Kiefer Sutherland (bagnato)
17. 1:49.4 – James Blunt (molto molto bagnato)[28]
18. 1:49.9 – Ron Howard
19. 1:49.9 – Tom Hiddleston (molto bagnato)
20. 1:50.1 – Hugh Bonneville (bagnato)
21. 1:51.0 – Steven Tyler
22. 1:51.5 – Mike Rutherford
23. 1:54.3 – Ed Sheeran (cambio automatico) (bagnato)
24. 1.54.5 – Jack Whitehall (cambio automatico)

#### Piloti F1
Molti piloti di Formula Uno sono stati ospiti di Top Gear e tutti sono stati inseriti in una lista a parte. Quando la Liana fu rimessa in gioco per permettere a Jenson Button di fare il suo tempo, Clarkson disse che sarebbe stata utilizzata anche in futuro per i tempi dei piloti di Formula 1.
Entrambi gli Stigs, il primo con la tuta nera e Ben Collins, il secondo Stig, hanno fatto giri cronometrati del tracciato con la Suzuki Liana. Al vertice della lista con la Liana si collocò il secondo Stig (1:44.4).
Nella quindicesima stagione Rubens Barrichello fece registrare il miglior tempo, battendo il tempo di The Stig di appena un decimo di secondo, successivamente migliorato di altri tre decimi da Sebastian Vettel.

##### Classifica piloti professionisti
1. 1:42.2 - Daniel Ricciardo
2. 1:42.9 - Lewis Hamilton
3. 1:43.1 - Mark Webber
4. 1:44.0 - Sebastian Vettel
5. 1:44.3 - Rubens Barrichello
6. 1:44.4 - The Stig (II)/Ben Collins
7. 1:44.6 - Nigel Mansell
8. 1:44.7 - Lewis Hamilton (bagnato e olio su asfalto)
9. 1:44.7 - Jenson Button (caldo)
10. 1:44.9 - Jenson Button (mentre nevicava)
11. 1:46.0 - The Stig (I)/Perry McCarthy
12. 1:46.1 - Kimi Räikkönen (molto bagnato)
13. 1:46.3 - Damon Hill
14. 1:47.1 - Mark Webber (molto bagnato)

### Aggiustamento tempi
Delle volte un termine ulteriore è scritto a fianco al tempo (come "bagnato"). Ciò indica che sia The Stig che il team di Top Gear hanno considerato il tempo ottenuto affetto dalle condizioni meteorologiche. Il tempo presente in classifica non è stato corretto (esempio, 1:50 leggermente umido sarebbe l'equivalente di 1:48 su un tracciato asciutto). La seguente tabella mostra di quanti secondi un'auto è penalizzata a causa del meteo. La tabella non è applicabile ai piloti di Formula 1.
| Termine inglese                   | Termine italiano       | Condizione                                                                                      | Aggiustamento |
| --------------------------------- | ---------------------- | ----------------------------------------------------------------------------------------------- | ------------- |
| Hot (H)                           | Caldo                  | Superficie del circuito o prestazione auto affette dall'alta temperatura                        | -2 secondi    |
| Mildly moist (MM) / Damp (D)      | Leggermente umido      | Superficie del circuito leggermente umida con piccoli spiazzi asciutti dopo una leggera pioggia | -2 secondi    |
| Moist (M)                         | Umido                  | Superficie del circuito leggermente bagnata a causa di pioggia intermittente                    | -3 secondi    |
| Wet (W) / Melted snow (MS)        | Bagnato / Neve sciolta | Superficie del circuito bagnata a causa della pioggia o di neve sciolta                         | -4 secondi    |
| Very wet (VW)                     | Molto bagnato          | Superficie del circuito molto bagnata (con grandi pozzanghere) a causa della pioggia intensa    | -6 secondi    |
| Very very wet / Flipping wet (FW) | Molto molto bagnato    | Superficie del circuito molto bagnata (con inondazioni) a causa della pioggia intensa           | Sconosciuto   |
| Snow (Snow)                       | Neve                   | Superficie coperta di neve (parzialmente scongelata)                                            | Sconosciuto   |

## Apparizioni nei videogiochi
Il 24 ottobre 2007 fu annunciato che il gioco per PlayStation 3, Gran Turismo 5 Prologue, avrebbe permesso di visionare episodi di Top Gear attraverso Gran Turismo TV e che il circuito sarebbe stato incluso nel gioco completo (Gran Turismo 5).
Una versione base del circuito apparì nel 2003 per il gioco di simulazione per PC Grand Prix Legends. Ne esiste inoltre una versione per il videogioco di simulazione di corse automobilistiche rFactor. Il circuito è poi presente come tracciato aggiunto per World Racing 2 ed in versione completa sia in Gran Turismo 5, in Forza Motorsport 4 e in "Forza Motorsport 6"